# جائزة فرنسا الكبرى للدراجات النارية 2016
جائزة فرنسا الكبرى للدراجات النارية 2016 هو سباق دراجات نارية أقيم بتاريخ 8 مايو 2016. كان الجولة الخامسة من أصل 18 في سباق الجائزة الكبرى للدراجات النارية موسم 2016. فاز خورخي لورنزو بفئة الموتو جي بي بينما جاء فالنتينو روسي في المركز الثاني وحصل على المركز الثالث مافريك فيناليس. فاز بفئة الموتو 2 الإسباني أليكس رينز بينما فاز بفئة الموتو 3 براد بيندر.